# Риб-Маунтен (переписна місцевість, Вісконсин)
Риб-Маунтен (англ. Rib Mountain) — переписна місцевість (CDP) в США, в окрузі Марафон штату Вісконсин. Населення — 6061 особа (2020).

## Географія
Риб-Маунтен розташований за координатами 44°55′3″ пн. ш. 89°41′33″ зх. д. / 44.91750° пн. ш. 89.69250° зх. д. (44.917469, -89.692576).  За даними Бюро перепису населення США в 2010 році переписна місцевість мала площу 33,48 км², з яких 31,11 км² — суходіл та 2,37 км² — водойми.

## Демографія
Згідно з переписом 2010 року, у переписній місцевості мешкала 5651 особа в 2232 домогосподарствах у складі 1690 родин. Густота населення становила 169 осіб/км².  Було 2324 помешкання (69/км²).
Расовий склад населення:
| - 93,1 % — білих - 5,6 % — азіатів - 0,3 % — корінних американців - 0,2 % — чорних або афроамериканців |

До двох чи більше рас належало 0,6 %. Частка іспаномовних становила 1,0 % від усіх жителів.
За віковим діапазоном населення розподілялося таким чином: 22,4 % — особи молодші 18 років, 60,9 % — особи у віці 18—64 років, 16,7 % — особи у віці 65 років та старші. Медіана віку мешканця становила 45,6 року. На 100 осіб жіночої статі у переписній місцевості припадало 101,3 чоловіків;  на 100 жінок у віці від 18 років та старших — 99,5 чоловіків також старших 18 років.
Середній дохід на одне домашнє господарство  становив 97 335 доларів США (медіана — 77 591), а середній дохід на одну сім'ю — 104 026 доларів (медіана — 85 833). Медіана доходів становила 56 250 доларів для чоловіків та 43 548 доларів для жінок. За межею бідності перебувало 3,4 % осіб, у тому числі 3,5 % дітей у віці до 18 років та 1,6 % осіб у віці 65 років та старших.
Цивільне працевлаштоване населення становило 2821 особа. Основні галузі зайнятості: освіта, охорона здоров'я та соціальна допомога — 25,2 %, фінанси, страхування та нерухомість — 16,2 %, роздрібна торгівля — 12,4 %, виробництво — 11,7 %.